# Martin Andersen
 Der er flere personer med dette navn, se Martin Andersen (flertydig).
Martin Andersen (født 7. november 1986) er en dansk fodboldspiller, der spiller for FC Roskilde som midtbane.